# Charlotte Augusta xứ Wales
Charlotte Augusta xứ Wales (7 tháng 1 năm 1796 – 6 tháng 11 năm 1817) là hậu duệ duy nhất của George IV của Liên hiệp Anh (bấy giờ là Thân vương xứ Wales) và Caroline của Braunschweig-Wolfenbüttel. Nếu bà sống lâu hơn ông nội là Vua George III và phụ thân, bà sẽ trở thành Nữ vương của Vương quốc Liên hiệp Anh và Ireland, nhưng không may là bà lại qua đời do biến chứng hậu sản ở tuổi 21.
Cha mẹ Charlotte không yêu nhau và hôn nhân của họ cũng là một sự gượng ép; họ sớm sống li thân. Thân vương xứ Wales ủy thác việc chăm sóc Vương tôn nữ cho các nhũ mẫu và người hầu, và hạn chế cho Charlotte tiếp xúc với Vương phi xứ Wales, người về sau rời khỏi Anh quốc. Khi Charlotte đến tuổi trưởng thành, cha bà buộc bà phải thành hôn với Willem, Thân vương xứ Oranje (về sau là Vua của Hà Lan), nhưng sau những khuất phục ban đầu, Charlotte sớm từ chối cuộc hôn nhân. Điều này dẫn tới một cuộc chiến tranh lạnh giữa cha và con gái, cuối cùng Thân vương xứ Wales chịu nhượng bộ và cho phép bà kết hôn Leopold xứ Sachsen-Coburg-Saalfeld (về sau là Vua của Bỉ). Sau khi tận hưởng cuộc hôn nhân hạnh phúc được một năm rưỡi, Charlotte qua đời sau khi hạ sinh một cậu con trai chết yểu.
Cái chết của Charlotte đặt ra một dấu hỏi lớn về người kế vị ngai vàng. Bà được xem là một niềm hi vọng mới của người dân Anh, trái hẳn với người cha bất tài và vua ông đang oằn oại với căn bệnh tâm thần. Lúc bấy giờ bà là người cháu nội hợp pháp duy nhất của vua George III, và sau sự việc đó những Vương tử chưa lập gia đình đều phải tranh nhau kết hôn và sinh con. Con trai thứ tư của nhà vua, Edward, Công tước xứ Kent, trở thành cha của Nữ vương cuối cùng thuộc Vương tộc Hannover khi con gái ông, Victoria, chào đời 18 tháng sau cái chết của Charlotte.

## Thân thế
Năm 1794, Thân vương xứ Wales bắt đầu tìm một người vợ. Bản tâm của ông không muốn kết hôn và cũng không mấy quan tâm đến việc sinh một đứa con hợp pháp để kế vị, nhưng vì Thủ tướng khi đó, William Pitt Trẻ, hứa sẽ tăng phụ cấp nếu như ông kết hôn. George mặc dù nhận được khá nhiều phụ cấp trên cương vị Thân vương xứ Wales và Công tước xứ Cornwall, nhưng ông lại chi tiêu quá trớn nên nợ nần chồng chất, và vào năm 1794, phụ cấp của ông thậm chí không đủ để trả tiền lãi định kì cho số nợ của ông.

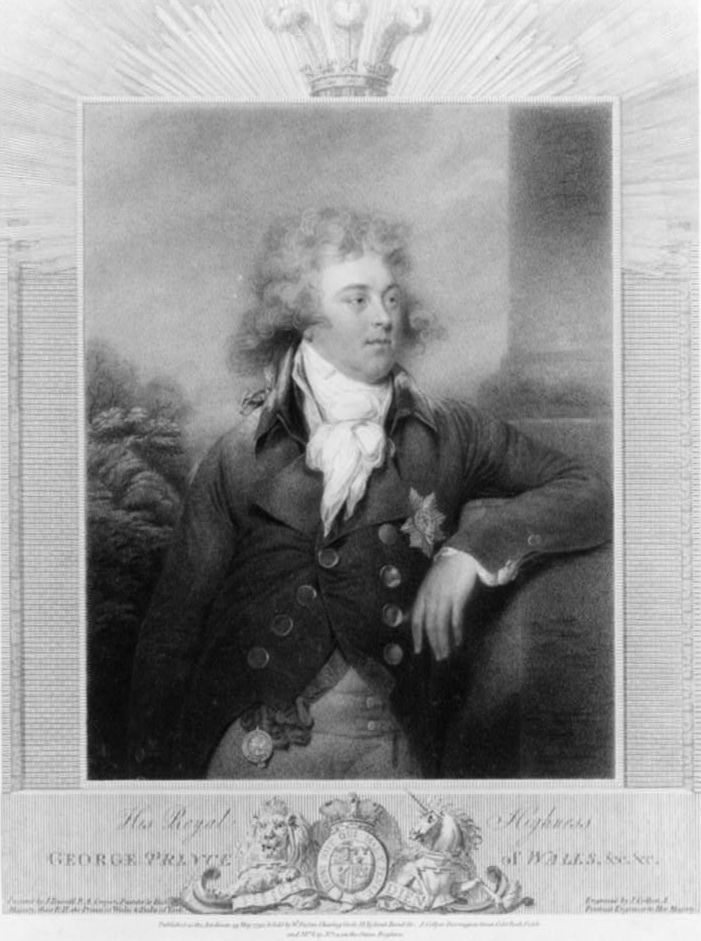
George, Thân vương xứ Wales năm 1792.

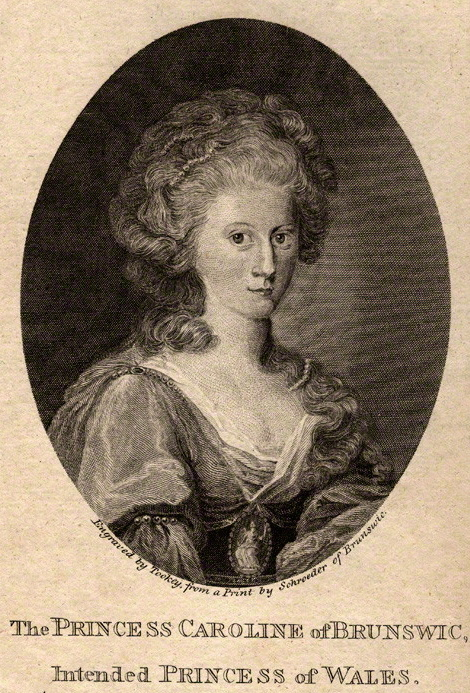
Caroline năm 1795, không lâu trước khi thành hôn với vị vua tương lai George IV

George muốn được kết hôn với tình nhân, Maria Fitzherbert. Cuộc hôn nhân bị cho là không hợp lệ vì không được sự ủng hộ của vua George III, phụ thân của ông, do đó vi phạm vào Đạo luật Hôn nhân Vương thất 1772. Tuy nhiên, Thân vương và Fitzherbert vẫn là tình nhân của nhau, trong khi những nhân tình khác, chẳng hạn Lady Jersey, không được ông sủng ái bằng Fitzherbert.
George cuối cùng chọn Caroline của Braunschweig-Wolfenbüttel, con gái của  Augusta của Đại Anh, chị gái của cha ông, dù ông chưa bao giờ gặp bà, và phái sứ thần James Harris, Bá tước thứ 1 xứ Malmesbury, rước Caroline từ Braunschweig về nước Anh.
Hai người bị mất cảm tình ngay từ lần đầu gặp gỡ, nhưng hôn lễ vẫn diễn ra vào ngày 8 tháng 4 năm 1795. George sau đó cho biết họ chỉ quan hệ tình dục đúng ba lần, đã ly thân trong vòng vài tuần dù vẫn sống chung với nhau. Ông nhìn nhận vợ mình quá thô lỗ và suồng sã. Harris đã mất khoảng 4 tháng cật lực điều chỉnh hành vi của Caroline. Trước khi họ về Anh Quốc, mùa đông khắc nghiệt và cuộc nội chiến trên đất Pháp đã làm chậm mất cuộc hành trình. Sứ thần dẫn Caroline tới Cung điện Thánh James; và trong lần đầu tiên nhìn mặt Caroline, Thân vương đã nói: "Harris, ta không khỏe, đưa cho ta một cốc rượu mạnh." Sau khi Thân vương đi khỏi, Caroline nói, "Tôi nghĩ rằng anh ấy mập quá khổ và không có vẻ gì là đẹp trai giống như trong bức chân dung cả." Khi hai người cùng dùng bữa tối với nhau, Caroline đã ám chỉ một cách tục tĩu mối quan hệ giữa Thân vương với Lady Jersey; theo như Harris thì sự kiện này đã dẫn đến việc George ác cảm với vợ mình. Trước ngày cưới, 8 tháng 4 năm 1795, George nhờ em trai mình, Vương tử William, Công tước xứ Clarence (về sau William IV), chuyển lời tới Fitzherbert rằng bà là người phụ nữ duy nhất mà ông yêu, sau đó đến buổi lễ và uống thật say.
Sau chín tháng thành hôn, Caroline hạ sinh một người con gái, chính là Vương tôn nữ Charlotte xứ Wales.
Charlotte chào đời ở dinh thự của Thân vương xứ Wales, Carlton House, London, ngày 7 tháng 1 năm 1796. Trong khi George cảm thấy thất vọng vì đó không phải là một bé trai, thì nhà vua, vốn yêu thích những đứa bé gái, rất vui mừng vì sự ra đời của đứa cháu gái hợp pháp đầu tiên và hi vọng sự ra đời của cô bé sẽ hàn gắn mối quan hệ giữa George và Caroline. Hi vọng ấy không trở thành sự thực; ba ngày sau khi Charlotte chào đời, George tuyên bố rằng vợ ông không cần thiết phải nuôi dạy con gái, và lại dành hầu hết thời gian cho Fitzherbert. Nhiều thành viên của vương tộc đã không được lòng dân; tuy nhiên, cả nước đều kỉ niệm ngày sinh của đứa trẻ. Vào ngày 11 tháng 2 năm 1796, Vương tôn nữ được đặt tên thánh là Charlotte Augusta, theo tên bà nội và bà ngoại của bà, Vương hậu Charlotte và Augusta của Đại Anh, ở tại căn phòng Great Drawing tại Dinh thự Carlton bởi đức Giám mục John Moore, Tổng giám mục của Canterbury. Cha mẹ đỡ đầu của Charlotte là Quốc vương, Vương hậu và Augusta của Đại Anh (đại diện bởi Vương nữ vương thất).

## Thời niên thiếu

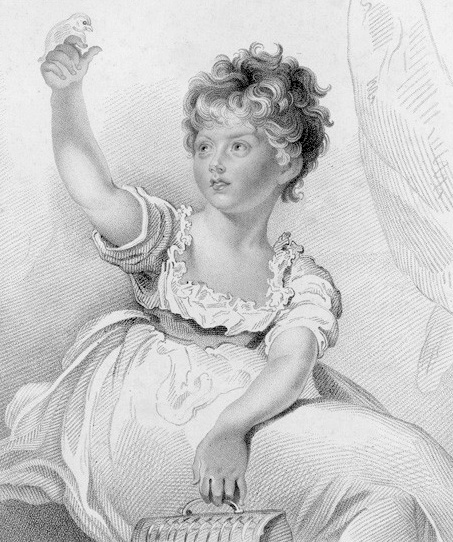
Charlotte khi còn là một cô bé

Mặc dù Caroline đã được đối xử tốt hơn sau khi bà sinh ra được người thừa kế thứ hai cho vương thất, nhưng George hạn chế cho con gái gặp mẹ mình, cũng như cấm vợ gặp con gái nếu không có mặt các nhũ mẫu và giáo sư của Vương tôn nữ. Caroline có thể đến thăm con gái mỗi ngày một lần nhưng không được phép ý kiến về việc chăm sóc Charlotte. Một số người hầu tỏ ra bất tuân Nhiếp chính vương, họ cho phép Vương phi xứ Wales một mình vào thăm Charlotte mà George không hề hay biết, bởi bản thân ông cũng ít gặp mặt con gái. Caroline thậm chí còn có thể cùng con gái dạo trên đường phố Luân Đôn trên chiếc xe ngựa trước những tràng vỗ tay nồng nhiệt của đám đông.
Charlotte thời thơ ấu là một bé gái khỏe mạnh, theo tiểu sử gia Thea Holme, "Điều ấn tượng nhất từ những mẩu chuyện được ghi nhận ban đầu là Vương tôn nữ vô tư và vui vẻ với một trái tim ấp áp." Khi Charlotte dần lớn lên, cha mẹ bà tiếp tục mâu thuẫn và xem bà như một quân cờ trong cuộc chiến giữa hai người, khi thuyết phục Nhà vua và Vương hậu đứng về phía mình. Tháng 8 năm 1797, Caroline để lại con gái rời khỏi Dinh Carlton đến ở trong một dinh thự thuê gần Blackheath. Luật pháp Anh khi đó cho phép người cha có toàn quyền quản lý đối với đứa con chưa đến tuổi thành niên. Tuy nhiên, Thân vương xứ Wales không có hành động nào để hạn chế hơn nữa việc Caroline đi gặp con gái. Tháng 12 năm 1798, Thân vương xứ Wales mời vợ cũ đến ở tại dinh Carlton qua mùa đông nhưng bà từ chối. Đó là những nỗ lực nghiêm túc cuối cùng để hòa giải nhưng bất thành; điều này dẫn đến viễn cảnh George rất ít khả năng có được một đứa con trai hợp pháp có thể xếp trên Charlotte trong hàng kế vị ngai vàng Anh. Caroline đến thăm con gái tại dinh Carlton và thi thoảng Charlotte được đưa đến Blackheath để gặp mẹ nhưng không bao giờ được phép ở lại nhà mẹ quá lâu. Suốt mùa hạ, Thân vương thuê lại Shrewsbury Lodge tại Blackheath cho con gái ông, điều này giúp việc gặp gỡ giữa hai mẹ con dễ dàng hơn, và theo như Alison Plowden, người đã nghiên cứu về mối quan hệ giữa George với vợ và con gái ông, Caroline có thể gặp mặt con gái nhiều như bà mong đợi.

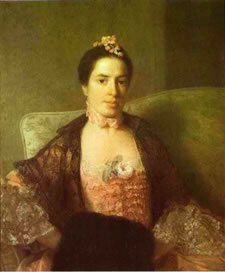
Quản gia của Charlotte, Lady Elgin

Khi Charlotte được 8 tuổi, cha bà, lúc này đã trở lại với Fitzherbert, muốn rằng ông muốn tự mình sử hữu dinh Carlton. Ông đã kiểm soát nơi ở của vợ (thay vào đó Caroline được nhận nơi ở mới tại Cung điện Kensington), và dời con gái đến dinh Montague, liền kế với Carlton House. Theo như James Chambers, người viết tiểu sử cho Vương tôn nữ Charlotte cho biết bà "sống trong một căn hộ của riêng mình, trong nơi đó không ai không phải trả tiền để được ở đó". Sự di chuyển này diễn ra mà không có mặt của gia sư của Charlotte, Lady Elgin (vợ của Charles Bruce, Bá tước thứ 5 xứ Elgin), người rất gần gũi vỡi Vương tôn nữ. Lady Elgin bị buộc phải về hưu, bề ngoài lấy cớ là do tuổi tác cao, nhưng thực chất là George đã rất tức giận việc Lady Elgin đưa Charlotte tới gặp nhà vua mà không có sự đồng ý của ông. George cũng sa thải phụ tá gia sư, bà Hayman, được cho là thân thiện quá mức với Caroline và là tai mắt của vị Công nương xứ Wales. Thay cho Lady Elgin, Lady de Clifford (vợ của Edward Southwell, Nam tước thứ 20 xứ Clifford), rất yêu thích Charlotte, và quá cởi mở khi giáo dục một đứa trẻ, khiến công chúa trở nên cởi mở và tinh nghịch. Lady de Clifford mang theo cháu trai của bà, Ngài George Keppel, nhỏ hơn Charlotte 3 tuổi, làm bạn thân của Vương tôn nữ. Bốn mươi năm sau, Keppel, khi đó đã là Bá tước xứ Albemarle, hồi tưởng lại những câu chuyện về Charlotte khi còn bé; ngoài câu chuyện về sự tinh nghịch của bà, ông còn nhớ lại rằng họ đã thấy một đám đông tụ tập bên ngoài dinh Keppel tại Cung điện Earl, với hy vọng xem mặt Vương tôn nữ. Hai đứa nhỏ khi ấy đã ra ngoài và gia nhập vào đám đông mà không bị phát hiện.
Năm 1805, nhà Vua bắt đầu tính chuyện học hành của Charlotte, và triệu tập một số lượng trí thức lớn để giảng dạy cho người cháu hợp pháp duy nhất của mình, với Giám mục Exeter sẽ chỉ dẫn bà về đức tin. Nhà vua tin rằng một ngày nào đó Charlotte, khi là nữ hoàng, sẽ được chúa che chở. Ông cũng hi vọng các giáo viên sẽ "khiến cho cháu của Quả nhân trở nên vinh dự và thuận tiện trong các mối quan hệ, và một phước lành sẽ đến với nó sau khi nó lên nắm quyền". Theo như Holme, việc giảng dạy này không để lại nhiều ấn tượng cho Charlotte, vốn chỉ chọn học những gì mà bà muốn biết. Giáo viên piano của công là nhạc sĩr Jane Mary Guest, và nhờ đó Charlotte trở thành một người chơi đàn điêu luyện.
Caroline, Vương phi xứ Wales khi ấy có những hành vi trái với lẽ thường; năm 1807, có cáo buộc rằng bà đã ngoại tình với một người đàn ông khác sau ngày ly thân. Caroline đang nuôi dưỡng một đứa trẻ, William Austin, người bị cáo buộc là con của Vương phi với một người đàn ông khác. Thân vương xứ Wales hi vọng vào những gì gọi là "Cuộc điều tra tinh tế", rằng những bằng chứng ngoại tình sẽ được tìm thấy để ông có thể li hôn, và cấm Caroline gặp mặt mẹ mình. Cuộc điều tra không thẩm vấn Caroline hoặc người tình tin đồn của bà, nhưng tập trung vào những người gần gũi Caroline. Khi được hỏi liệu Caroline có từng mang thai lần thứ hai không, một số trả lời có, một số nói không, vài người không chắc chắn, và những người khác chỉ ra rằng cân nặng của Vương phi quá lớn nên khó có thể xác định được bà (có thai hay không). Những người đầy tớ xác nhận rằng Vương phi không có tình nhân, mặc dù người hầu của Vương phi, Joseph Roberts, nói rằng bà "rất có hứng thú với tình dục". Charlotte đã đủ lớn để nhận thức được vấn đề. Cô bé 10 tuổi bị tổn thương sâu sắc khi gặp mẹ ở trong công viên, và Caroline, theo lệnh của Thân vương không được tiếp xúc với Charlotte, đã giả vờ như không nhìn thấy con gái. Một nỗi thất vọng sâu sắc đến với George, cuộc điều tra không tìm ra được bất kì bằng chứng nào cho thấy Caroline có một đứa con thứ hai, mặc dù vẫn nhấn mạnh rằng hành vi của Vương phi quá phóng túng nên dễ bị hiểu lầm. Nhà Vua vốn rất thương yêu Caroline, từ chối gặp bà trong cuộc điều tra, nhưng lại bắt đầu tiếp đón bà sau đó. Sau khi cuộc điều tra kết thúc, Thân vương xứ Wales bất đắc dĩ phải cho phép Charlotte được gặp mẹ, với điều kiện không cho William Austin chơi cùng cô.

## Thời vị thành niên
Khi Charlotte bước vào tuổi dậy thì, các thành viên trong triều đình đánh giá tư cách của bà là không đứng đắn. Lady de Clifford phàn nàn Charlotte còn cho phép bà cho bà xem chiều dài mắt cá chân. Lady Charlotte Bury, một thị tì của Caroline, một người viết nhật ký có những tác phẩm còn được lưu giữ, miêu tả Công chúa "tốt bụng từ thịt và máu", một người khá thẳng thắn và hiếm khi đặt mình vào các phẩm giá khắt khe. Cha bà rất tự hào với tài cưỡi ngựa của con gái. Bà thích thú với những bản nhạc của Mozart và nhận biết được tính cách của Marianne trong Sense and Sensibility. Năm 1808, Charlotte Jones được bổ nhiệm là họa sĩ vẽ chân dung cho công chúa.
Cuối năm 1810, sức khỏe Vua George III xuống dốc và ông trở nên điên loạn. Charlotte và nhà vua vốn rất thân thiết với nhau, và Vương tôn nữ trẻ đau buồn vô hạn vì bệnh tình của ông. Ngày 6 tháng 2 năm 1811, cha của Charlotte tuyên thệ nhận chức Nhiếp chính Vương tử trước Hội đồng cơ mật, trong lúc đó Charlotte cưỡi ngựa trong khu vườn quanh Carlton House, cố gắng quan sát những công việc đã diễn ra qua cửa sổ tầng trệt. Charlotte ủng hộ nhiệt tình đảng Whig, giống như phụ thân của bà. Tuy nhiên, với việc bây giờ Nhiếp chính Vương tử nắm quyền cai trị như là quân chủ, ông không bổ dụng những thành viên đảng Whig vào chính phủ nhưng nhiều người mong đợi. Charlotte bị xúc phạm bởi những gì bà gọi là "tội phản quốc" của phụ thân, và tại nhà hát opera, bà thể hiện sự ủng hộ của mình bằng cách thổi những bản nhạc bằng cây sáo theo ý kiến của nhà lãnh đạo đảng Whig, Bá tước Grey.
George từ nhỏ được giáo dục trong một môi trường khá nghiêm khắc, và ông cố gắng chống lại. Nhưng giờ đây, ông đặt bà con gái nhỏ của mình, người đã trở thành một thiếu nữ tuổi 15, dưới một môi trường quản giáo còn ngặt nghèo hơn. Ông dành cho con gái một khoản trợ cấp quần áo không đủ cho một công chúa trưởng thành, và nhấn mạnh rằng nếu bà tham dự vào các buổi biểu diễn opera, bà phải ngồi ở hàng ghế đằng sau và rời khỏi đó trước khi buổi biểu diễn kết thúc. Nhưng với việc Nhiếp chính Vương tử khá bận rộn, Charlotte được yêu cầu phải dành nhiều thời gian tại Windsor với người dì chưa chồng của bà. Chán nản, bà bắt đầu dành tình cảm cho người em họ, George FitzClarence, con ngoại hôn của Công tước Clarence. FitzClarence một thời gian ngắn sau đó được gọi đến Brighton để gia nhập vào quân đội, và Charlotte dành sự chú ý đến Trung úy Charles Hesse của Light Dragoons, có lời đồn đại ông này là con ngoại hôn của người chú khác của Charlotte, Frederick, Công tước xứ York. Hesse và Charlotte đã có một số cuộc gặp gỡ bí mật. Lady de Clifford lo sợ cơn thịnh nộ của Nhiếp chính Vương tử nếu việc này bị phát giác, nhưng Công nương Caroline có vẻ vui mừng vì chuyện tình của con gái. Bà đã làm mọi thứ có thể để khuyến khích mối quan hệ đó, thậm chí là cho phép họ một khoảng thời gian không ngắn ở cùng với nhau trong căn hộ của bà. Việc hẹn hò này kết thúc khi Hesse tham gia vào chiến dịch của nước Anh trên đất Tây Ban Nha. Hầu hết các thành viên trong Hoàng tộc, trừ Nhiếp chính Vương tử, đều biết việc hẹn hò này, nhưng không ai làm gì để can thiệp, vì họ cũng không đồng tình với cách mà George quản giáo con gái.
Năm 1813, trong tình hình Các cuộc chiến tranh của Napoleon bắt đầu gặp thất bại và sự ủng hộ dần nghiêng về phía Anh, George bắt đầu xem xét về cuộc hôn nhân cho Charlotte. Nhiếp chính Vương tử và các cố vấn quyết định nhắm tới Willem của Oranje-Nassau, con trai và là người thừa kế hợp pháp của Willem VI xứ Oranje. Một cuộc hôn nhân như thế sẽ làm tăng ảnh hưởng của Anh quốc tại tây bắc châu Âu. William không gây được ấn tượng tốt không chỉ với Charlotte trong lần gặp gỡ đầu tiên, tại sinh nhật của George ngày 12 tháng 8, khi ông ta uống say, mà cả đến chính Vương tử Nhiếp chính và nhiều vị khách khác. Mặc dù không ai nói với Charlotte về cuộc hôn nhân dự kiến, nhưng bà đã biết được mọi chuyện khi nghe những lời thì thầm trong cung điện. Tiến sĩ Henry Halford trình bày chi tiết về những lời nói thì thầm mà Charlotte nghe được trong buổi tiệc; ông cảm nhận sự miễn cưỡng của bà, cảm thấy rằng nữ vương tương lai của Anh quốc không nên kết hôn với người nước ngoài. Tin rằng con gái có ý kết hôn với William, Công tước Gloucester, Nhiếp chính Vương tử gặp bà và mắng chửi thậm tệ cả bà và Gloucester. Theo như Charlotte, "Ông ấy nói như thể ông ấy có những ý tưởng không phù hợp nhất của khuynh hướng của tôi. Tôi thấy rằng ông ấy hoàn toàn chống lại tôi, và ông ấy không bao giờ nói lòng vòng." Bà viết thư cho Bá tước Grey để tìm kiếm một lời khuyên; ông đề nghị bà kéo dài thời gian. Những vấn đề này sớm bị rò rỉ lên các mặt báo, những thắc mắc xuất hiện liệu Charlotte sẽ kết hôn với "Orange hay là Cheese" (một ám chỉ đến Gloucester cheese), "Slender Billy" [Orange] hay là "Silly Billy". Nhiếp chính Vương tử đã xuống nước nói giọng nhỏ nhẹ để khuyên giải, nhưng thất bại trong việc thuyết phục con gái. Charlotte viết rằng "Tôi không muốn rời khỏi đất nước nào, số Nữ vương của Anh vẫn còn ít" và nếu kết hôn, Hoàng tử Orange sẽ phải "đến thăm con ếch của anh ta một mình". Tuy nhiên, ngày 12 tháng 12, Vương tử Nhiếp chính sắp xếp một cuộc gặp giữa Charlotte và hoàng tử Orange vào buổi tối, ông hỏi quan điểm của Charlotte. Bà nói rằng bà thích những gì bà đã nhìn thấy cho đến nay, và George coi đó như một sự chấp nhận, và nhanh chóng gọi cho hoàng tử Orange đến để thông báo.

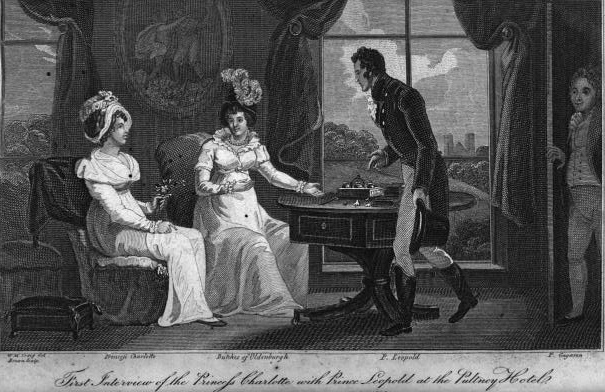
Ấn tượng của họa sĩ trong lần gặp đầu tiên giữ Công chúa Charlotte (bên trái) và Hoàng tử Leopold (trước cửa sổ, với Nữ Đại Công tước Catherine Pavlovna của Nga và Hoàng tử Nga Nikolai Gagarin)

Cuộc đàm phán hôn nhân kéo dài 2 tháng, Charlotte yêu cầu rằng bà sẽ không phải rời khỏi Anh quốc. Các nhà ngoại giao không muốn nhìn thấy hai ngai vàng hợp nhất, và quyết định rằng ngôi vua ở Anh sẽ trao cho người con trai lớn nhất của hai vợ chồng, trong khi người con trai thứ hai sẽ kế vị ở Hà Lan; nếu họ chỉ có một con trai, ngôi vua Hà Lan sẽ chuyển cho nhánh Đức của nhà Oranje. Ngày 10 tháng 6 năm 1814, Charlotte ký quyết định kết hôn. Charlotte đã trở nên say mê với một hoàng tử nước Phổ chưa rõ danh tính, theo như Charles Greville, đó là Hoàng tử Augustus, mặc dù sử gia Arthur Aspinall không đồng ý, nghĩ rằng người yêu của bà Hoàng tử Frederick trẻ. Tại một bữa tiệc tại Khách sạn Pulteney, thành London, Charlotte gặp một trung tướng trong kị binh Nga, Leopold xứ Sachsen-Coburg-Saalfeld. Công chúa mời Leopold đến thăm bà, ông chấp nhận lời mời và ghé thăm 45 phút, rồi viết một bức thư cho Nhiếp chính Vương tử xin lỗi vì bất cứ hành động vô ý nào. Lá thư gây ấn tượng với George rất nhiều, mặc dù ông không suy xét rằng Hoàng tử nghèo kia như một người cầu hôn con gái ông.
Công nương xứ Wales phản đối cuộc hôn nhân của con gái bà và hoàng tử Orange, và được sự ủng hộ lớn từ công chúng: khi Charlotte xuất hiện nơi công cộng, đám đông đến thuyết phục bà đừng bỏ rơi mẫu thân bằng cách kết hôn với Hoàng tử Orange. Charlotte thông báo với Hoàng tử Orange rằng nếu họ kết hôn, mẹ bà sẽ được chào đón trong tư gia của họ - một điều mà trước đó không thể chấp nhận bởi Nhiếp chính Vương tử. Khi Hoàng tử Orange không đồng ý, Charlotte từ chối hôn ước. Cha của bà ra lệnh rằng Charlotte vẫn ở tại ngôi nhà của bà, Warwick House (gần với Carlton House) cho đến khi bà chuyển tới Cranbourne Lodge tại Windsor, nơi bà sẽ không được gặp ai ngoại trừ Hoàng hậu. Khi biết được chuyện đó, Charlotte chạy ra ngoài đường. Một người đàn ông vốn đã nhìn thấy cô công chúa đang ủ rũ ngồi bên cửa sổ, giúp công chúa thiếu kinh nghiệm tìm một chiếc xe ngựa, và đi đến nơi ở của mẹ bà. Caroline đang đi thăm bạn bè liền hối hả chạy về nhà trong khi Charlotte triệu tập các thành viên đảng Whig tới tue vấn cho bà. Một số thành viên trong hoàng gia cũng có mặt, bao gồm chú của Charlotte, Frederick, Công tước xứ York— với một giấy chứng nhận cho phép bà chống trả bằng vũ khí nếu cần thiết. Sau một cuộc tranh luận kéo dài, những người Whig khuyên bà trở về nhà phụ thân, bà làm theo vào ngày hôm sau.

## Bị giam lỏng và hôn nhân với Leopold
Câu chuyện về cuộc trốn chạy của công chúa đã trở thành một vấn đề được bàn tán xôn xao trong thành phố; Henry Brougham, một cựu nghị sĩ và tương lai là Nhà lãnh đạo của đảng Whig, báo cáo rằng "Tất cả đều chống lại Hoàng tử", và những tờ báo do phe đối lập giật dây thổi phồng nhiều câu chuyện về sự chạy trốn của công chúa. Mặc dù đã cố gắng dàn hòa với con gái, Nhiếp chính Vương tử sớm chuyển bà đến to Cranbourne Lodge, và những người hầu cận được lệnh không bao giờ được phép rời mắt khỏi công chúa. Có thể bà đã tìm cách chuyển thông tin cho người chú thân thiết với bà là Công tước Sussex. Công tước hồi đáp lại bằng cách đặt câu hỏi với Thủ tướng đảng Tory, Lord Liverpool, tại House of Lords. Ông hỏi rằng liệu Charlotte có được tự do đến và đi, bà cần được đưa đến bờ biển như đề nghị của bác sĩ của bà trong quá khứ, và bây giờ bà đã 18 tuổi, chính phủ liệu có nên cho phép bà được tự lập. Liverpool né tránh những câu hỏi này, và Công tước đã được triệu tập đến to Carlton House và bị Nhiếp chính Vương tử trách phạt, về sau George không bao giờ nói chuyện với người em trai này một lần nào nữa.
Mặc dù bị giam lỏng, Charlotte cảm thấy cuộc sống ở Cranbourne Lodge thật đáng ngạc nhiên và dễ chịu, và dần trở nên lạc quan hơn về hoàn cảnh của mình. Cuối tháng 7 năm 1814, Nhiếp chính Vương tử đến thăm Charlotte (vẫn bị giam lỏng) và thông báo với bà rằng mẹ bà sắp sửa rời khỏi nước Anh và trải qua một kì nghỉ dài trên lục địa. Điều này làm Charlotte bối rối, nhưng bà cho rằng không thể có cách nào thay đổi quyết định của mẫu thân, và thậm chí còn buồn phiền bởi sự ra đi bất ngờ đó: "Hỡi Chúa, biết bao giờ nữa, hoặc trong sự kiện nào có thể diễn ra trước khi chúng con gặp lại nhau". Charlotte không bao giờ được gặp mẹ mình một lần nào nữa. Cuối tháng 8, Charlotte được phép đi đến bờ biển. Bà yêu cầu được tới kinh đô thời trang Brighton, nhưng Nhiếp chính Vương tử từ chối, thay vào đó đã gửi bà đến Weymouth. Vì người hướng dẫn cho công chúa dừng lại giữa đường, đám đông tụ tập lại để xem mặt công chúa, mà theo Holme, "cuộc chào đón diễn ra trong sự trìu mến với người mà họ coi là nữ hoàng tương lai của họ". Khi bà đến Weymouth, có một tấm kính được đặt sẵn với dòng chữ lớn ở giữa "Kính chào công chúa Charlotte, Niềm Hi vọng của châu Âu và niềm kiêu hãnh của Anh quốc". Charlotte dành nhiều thời gian để đi đến các điểm du lịch gần đó, mua sắm một số hàng hóa nhập từ nước Pháp, và từ cuối tháng 9 bà tham gia một khóa học tắm nước nóng. Bà vẫn còn mê đắm với anh chàng người Phổ, và hi vọng anh ta sẽ tuyên bố quan tâm đến mình trước Nhiếp chính Vương tử. Nhưng anh ta không làm như vậy, bà viết thư cho một người bạn, nói bà sẽ "chọn điều tốt đẹp tiếp theo, một người đàn ông tốt chính và có những phẩm chất đáng quý [sic] ... người đó là P of S-C" [ám chỉ Leopold, Prince of Saxe-Coburg]. Giữa tháng 12, không lâu trước khi rời Weymouth, bà "đã có một cú sốc rất bất ngờ và tuyệt vời" khi nhận được tin rằng anh chàng người Phổ đang quan tâm đến một người khác. Sau một cuộc tranh luận dài sau bữa ăn tối đêm Giáng sinh, hai cha con Charlotte đã tạo nên sự khác biệt giữa họ.
Trong những tháng đầu năm 1815, Charlotte đã gắn chặt với Leopold (như cách bà gọi anh ta, "Leo") như cách gọi của một người vợ với người chồng. Cha bà không từ bỏ hi vọng rằng Charlotte sẽ đồng ý hôn sự với hoàng tử Orange. Tuy nhiên, Charlotte tuyên bố, "Không cần tranh luận, không cần đe dọa, hoàng nhi không bao giờ nhượng bộ, hoàng nhi ghét người Hà Lan." Đối diện với sự phản đối của toàn bộ hoàng gia, George cuối cùng đã chấp nhận nhượng bộ và bỏ hôn sự của Charlotte với Thân vương xứ Oranje, người thành hôn với Nữ Đại vương công Anna Pavlovna của Nga mùa hạ năm đó. Charlotte liên lạc với Leopold thông qua người trung gian, nhưng lúc đó do chiến tranh với Napoleon trên lục địa, Leopold phải chiến đấu cùng trung đoàn của ông. Vào tháng 7, không lâu trước khi trở lại Weymouth, Charlotte chính thức cầu xin phụ thân cho mình kết hôn với Leopold. Nhiếp chính Vương tử trả lời rằng với tình hình bất ổn ở lục địa, ông không thể đáp ứng một nhu cầu như vậy. Khiến cho Charlotte một phen thất vọng, Leopold đã không đến Anh sau khi chiến tranh chấm dứt, mặc dù khi đó anh ta đóng quân ở Paris, mà bà cho là chỉ cần một chuyến đi ngắn để anh ta đến Weymouth hoặc London.
Tháng 1 năm 1816, Nhiếp chính Vương tử mời con gái đến Royal Pavilion ở Brighton, và bà cố gắng năn nỉ để được kết hôn. Khi trở lại Windsor, bà viết thư cho phụ thân, "Hoàng nhi không ngần ngại tuyên bố rằng tình yêu của hoàng nhi dành cho Hoàng tử Coburg. Hoàng nhi đảm bảo với phụ hoàng rằng không có một ai tốt hơn hay phù hợp hơn trong hoàn cảnh này và cuối cùng là với chính hoàng nhi." George cho mời Leopold, khi đó đang ở Berlin. Leopold có mặt tạ Anh quốc cuối tháng 2, 1816, và đến Brighton để gặp mặt Nhiếp chính Vương tử. Sau khi cũng được mời đến ăn tối với Leopold và phụ thân, bà nói:
Tôi cảm thấy anh ta rất quyến rũ, và đi ngủ vui vẻ hơn tôi đã từng trong cuộc sống đã qua của tôi ... Tôi chắc chắn rằng đó là một cái gì đó rất may mắn, & và phải cầu Chúa phù hộ. Một công chúa không bao giờ, tôi tin rằng như thế, có được một cuộc sống (hoặc hôn nhân) tràn đầy niềm vui và hứa hẹn.

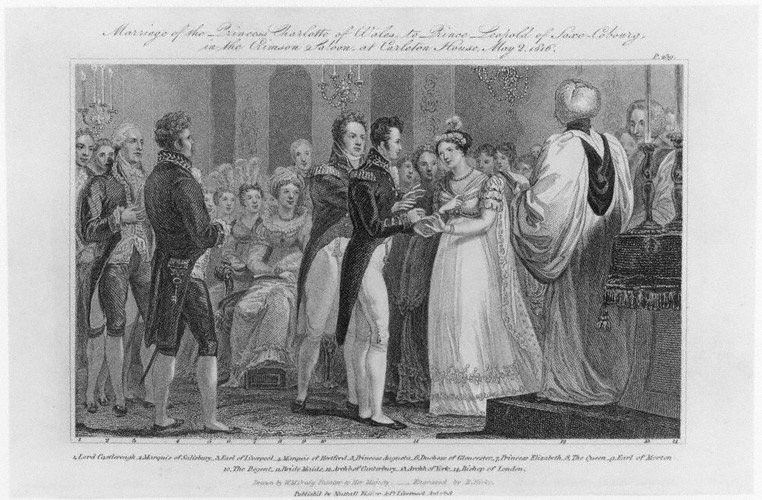
Tranh đám cưới Charlotte và Leopold được vẽ lại năm 1818

Nhiếp chính Vương tử rất ấn tượng với Leopold, và nói với con gái rằng Leopold "có đủ mọi bản lĩnh để khiến cho một người phụ nữ được hạnh phúc". Charlotte được đưa trở lại Cranbourne ngày 2 tháng 3, còn Leopold ở lại với Nhiếp chính Vương tử. Ngày 14 tháng 3, một thông cáo được soạn ra tại Hạ viện bày tỏ sự ủng hộ lớn, với tình hình bây giờ đã hết căng thẳng khi câu chuyện tình lãng mạn của công chúa kết thúc tốt đẹp. Nghị viện quyết định tiền phụ cấp cho Leopold là £50,000 mỗi năm, và giao Claremont House cho hai người, cho phép họ một khoản khá hào phóng để xây nhà. Lo sợ viễn cảnh như đã từng xảy ra với hoàng tử Orange, George hạn chế cho Charlotte tiếp xúc với Leopold; khi Charlotte trở về từ Brighton, ông chỉ cho phép họ gặp nhau trong bữa tối, và không cho họ ở một mình với nhau.
Đám cưới diễn ra ngày 2 tháng 5 năm 1816. Ngày cưới, một đám đông khổng lồ đổ về London; khiến những người dự buổi lễ gặp khó khăn trong việc đi lại. Vào 9 giờ tối tại Crimson Drawing Room, Carlton House, Leopold lần đầu tiên mặc trang phục Anh (Nhiếp chính Vương tử mặc trang phục tuyền thống Field Marshal), và hai người chính thức thành hôn. Bộ trang phục của Charlotte trị giá tới ₤10,000. Việc không may duy nhất xảy ra trong buổi lễ là Charlotte cười khúc khích khi Leopold (rất nghèo so với Charlotte) hứa sẽ chăm lo cho bà với tất cả những thứ vật chất mà anh ta có.

## Hôn nhân và qua đời

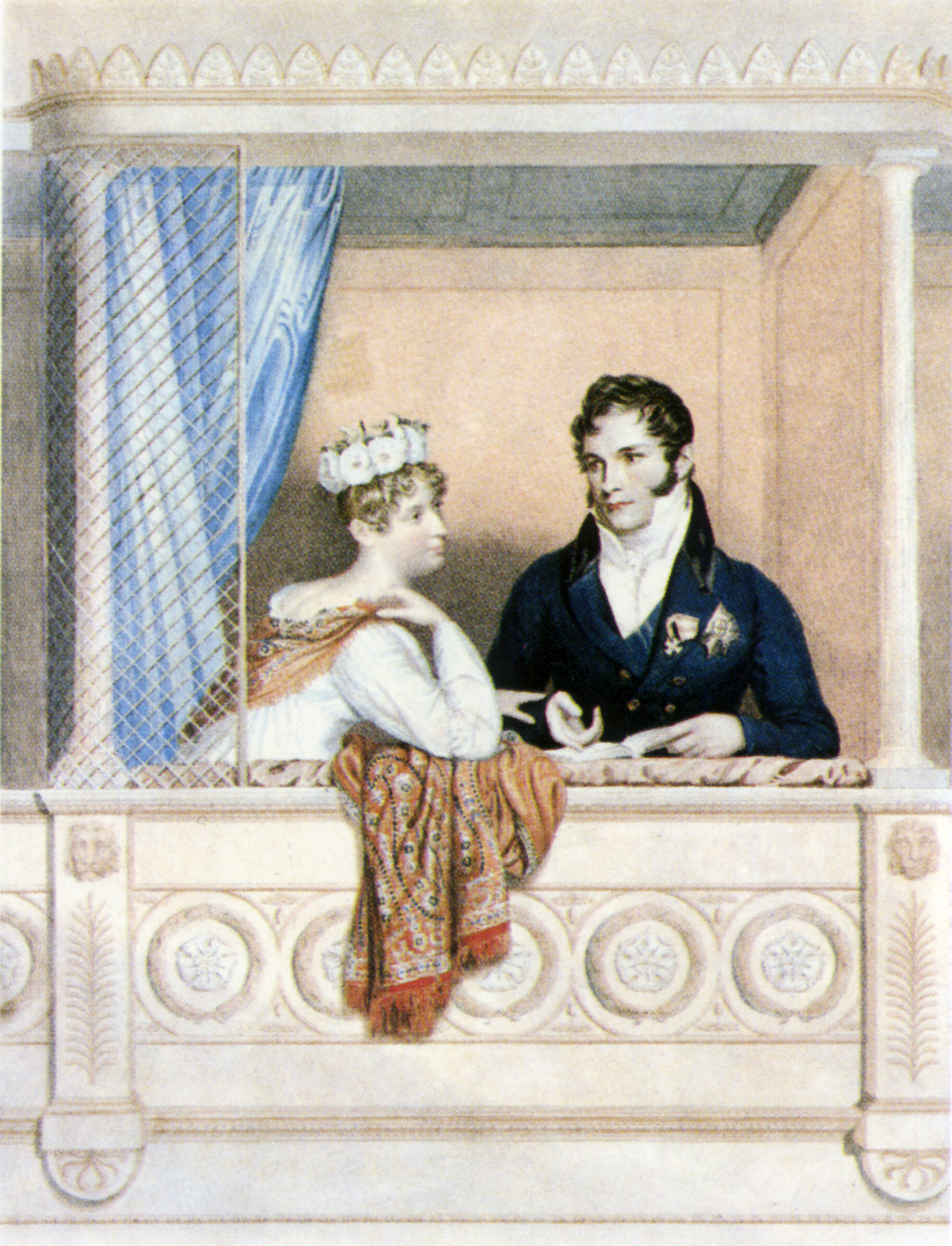
Charlotte Augusta và phu quân, Leopold xứ Sachsen-Coburg-Saalfied, họa phẩm của George Dawe

Hai vợ chồng hưởng tuần trăng mật tại Cung điện Oatlands, dinh thự của Công tước xứ York tại Surrey. Một điều không tốt lắm là ngôi nhà đầy những chú chó của Yorks và nhiều động vật khác. Tuy nhiên, Công chúa nói rằng Leopold là "một người yêu hoàn hảo". Hai ngày sau đám cưới, Nhiếp chính Vương tử tới thăm họ tại Oatlands; ông dành 2 giờ để mô tả kĩ về bộ trang phục của Leopold, mà theo Charlotte là "một dấu hiệu tuyệt vời của sự hài hược hoàn hảo". Hoàng tử Leopold cùng vợ trở về London cho những hoạt động xã hội, và khi họ đến nhà hát, họ được chào đón bằng sự vỗ tay nồng nhiệt từ mọi người và ca khúc "God Save the King" được vang lên. Khi bà lên cơn sốt tại nhà hát, công chúng cực kì quan tâm đến tình trạng sức khỏe của bà. Có lời đồn rằng bà đã bị sẩy thai. Ngày 24 tháng 8 năm 1816, họ đến cư trú lần đầu tiên ở Claremont.
Bác sĩ riêng của Leopold, Christian Stockmar (về sau là Baron Stockmar, cố vấn cho cả Nữ vương Victoria và Vương phu Albrecht), đã ghi nhận rằng trong sáu tháng đầu của cuộc hôn nhân, ông không bao giờ thấy Charlotte ăn mặc bấy cứ thứ gì không đơn giản và thể hiện khiếu thẩm mĩ tốt. Ông còn chú thích rằng bà đã bình tĩnh và tự kiểm soát hành vi của bản thân tốt hơn trước, có thể là do ảnh hưởng từ Leopold. Leopold sau đó ghi lại, "Trừ khi tôi đi ra ngoài săn bắn, thì chúng tôi luôn ở bên nhau, và chúng tôi có thể ở bên nhau, chúng tôi không chán." Khi Charlotte trở nên hào hứng quá mức, Leopold chỉ nói, "Doucement, chėrie" ("Nhẹ nhàng thôi, tình yêu của anh"). Charlotte nghe lời và bắt đầu gọi chồng là "Doucement".
Bấy giờ họ được gọi là ông (bà) Coburgs, dành ngày lễ giáng sinh Christmas ở Brighton Pavilion với những thành viên khác trong ngày tộc. Ngày 7 tháng 1 năm 1817, Nhiếp chính Vương tử tặng cho công chúa một quả bóng khổng lồ nhân ngày sinh nhật thứ 21, nhưng Coburgs không đến dự, sau khi trở về Claremont và ở lại đó khá lặng lẽ. Cuối tháng 4 năm 1817, Leopold thông báo với Nhiếp chính Vương tử rằng Charlotte lại mang thai lần nữa, và nhiều hi vọng là lần này công chúa sẽ cho ra đời một hoàng nhi khỏe mạnh.

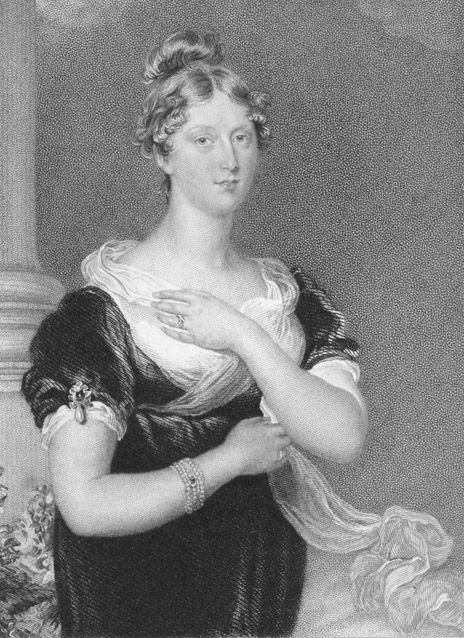
Một khắc hoặ dựa trên tranh của Sir Thomas Lawrence về Charlotte, bà đang ngồi vào thời điểm những ngày cuối cùng của cuộc đời

Cái thai của Charlotte là một chủ đồ được công chúng săn đón xôn xao. Cửa hàng cá cược nhânh chóng đưa ra một quyển sách dự đoán giới tính của đứa bé. Các nhà kinh tế dự đoán rằng nếu một công chúa nữa chào đời, chứng khoán sẽ tăng 2.5%; và con số đó là 6% nếu như em bé trong bụng Charlotte là một hoàng tử. Charlotte trải qua những ngày tháng khá lặng lẽ, dành nhiều thời gian ngồi trong phòng để làm mẫu cho Sir Thomas Lawrence vẽ chân dung. bà ăn rất nhiều và ít tập thể dục; khi đội ngũ y tế bắt đầu chăm sóc bà vào tháng 8, 1817, họ đặt công chúa vào một chế độ ăn uống nghiêm ngặt, hi vọng sẽ giảm cân nặng của đứa trẻ khi nó chào đời. Thực đơn này có vẻ làm cho Charlotte trở nên yếu ớt hơn và có khi băng huyết. Stockmar tỏ ra ngạc nhiên với cách điều trị này, ông xem đó là lỗi thời, và từ chối tham gia vào đội ngũ y tế, ông nghĩ nếu có gì bất trắc thì một người nước ngoài như ông sẽ bị đổ lỗi trước tiên.
Đảm nhận việc chăm sóc Charlotte trong những ngày này là Sir Richard Croft. Croft không phải là một thầy thuốc, mà là một người đỡ đẻ, và là nam hộ sinh. Charlotte được dự báo sẽ sinh vào ngày 19 tháng 10 nhưng tháng 10 đã kết thúc mà bà vẫn không có dấu hiệu trở dạ; và vẫn sinh hoạt như thường lệ với Leopold ngày Chủ nhật, 2 tháng 11. Chiều tối ngày 3 tháng 11, bà bắt đầu cảm thấy đau bụng. Sir Richard khuyên bà tập thể dục, nhưng không cho bà ăn: cuối buổi chiều, ông mời các chính khách trong chính phủ tới để chứng kiến sự ra đời của đứa bé. Khi ngày 4 trôi qua, ngày 5 đến, rất rõ ràng là Charlotte không thể tự sinh con một cách bình thường, Croft và bác sĩ riêng của Charlotte, Matthew Baillie, quyết định mời bác sĩ sản khoa John Sims để quyết định về một cuộc phẫu thuật. Tuy nhiên, Croft không cho Sims nhìn thấy bệnh nhân và cặp thai đã không được sử dụng. Theo như Plowden trong quyển sách của bà, họ đáng ra đã có thể cứu bà và đứa bé, mặc dù nguy cơ rủi rơ rất cao khi sử dụng cặp thai trước khi được khử trùng.
Vào 9 giờ tối ngày 5 tháng 11, Charlotte hạ sinh một đứa bé trai chết lưu. Những nỗi lực cứu sống đứa bé đều vô ích, và những người chứng khiến khẳng định rằng đó là một cậu bé rất đẹp trai như hầu hết các thành viên Hoàng tộc. Họ đều yên tâm rằng người mẹ vẫn khỏe mạnh, và rời khỏi đó. Charlotte đã kiệt sức khi nghe tin tỏ ra bình tĩnh, bà nói rằng đó là ý muốn của chúa. Bà uống vài thứ thuộc bổ sau trận vượt cạn kéo dài và trông có vẻ là đã hồi phục. Leopold, vẫn ở bên cạnh vợ mình trong suốt thời gian đó, dường như đã dùng một liều thuốc phiện và ngã xuống giường bất tỉnh.
Chẳng bao lâu sau, vào nửa đêm, Charlotte bắt đầu nôn mửa và kêu đau bụng dữ dội. Sir Richard được gọi đến, và cảnh báo rằng thân người nạn nhân rất lạnh, khó thở và băng huyết. Ông đặt trên người bà một cái gạc nóng, cách điều trị phổ biến thời bấy giờ cho tình trạng băng huyết sau khi sinh, nhưng máu vẫn không ngừng chảy. Ông gọi Stockmar và yêu cầu ông ta đánh thức Leopold. Stockmar cảm thấy rằng Leopold rất khó để đánh thức, và đến gặp Vương tôn nữ, Charlotte nắm lấy tay ông và nói:"Họ đã làm tôi chếnh choáng." Stockmar rời khỏi phòng, cố gắng đánh thức Leopold một lần nữa, nhưng lại trở lại khi nghe tiếng của Charlotte, "Chắc nịch! Chắc nịch!" Ông bước vào phòng và nhận ra rằng Vương tôn nữ đã qua đời.

## Hậu quả

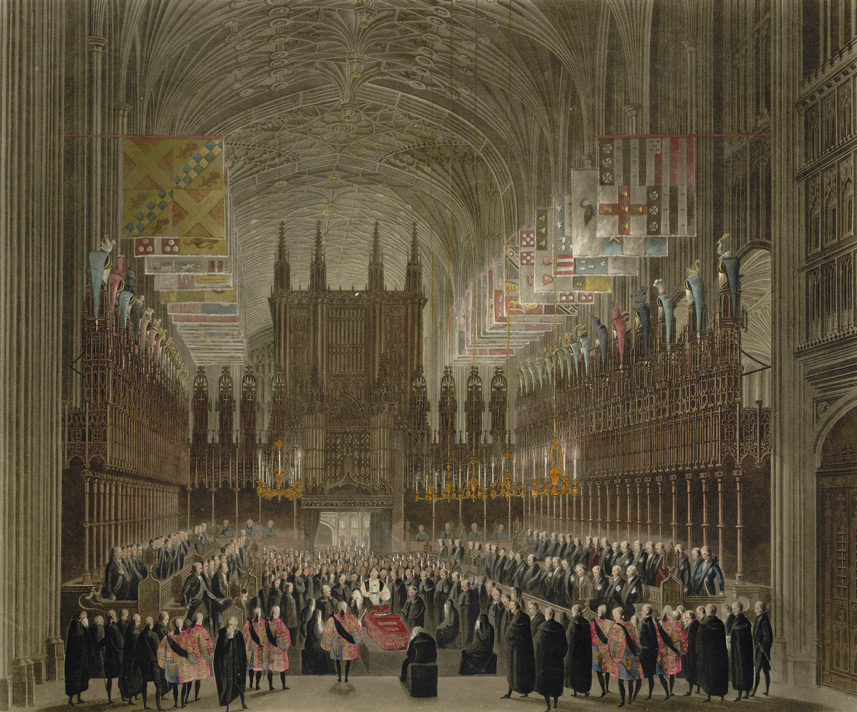
Tang lễ của Công chúa Charlotte

Henry Brougham trình bày cảm nhận của công chúng khi đó về cái chết của Charlotte, "Đó dường như là mọi gia đình trên khắp Vương quốc Anh mất đi một đứa trẻ thân yêu." Cả vương quốc đều đau buồn vô hạn vì cái chết của Vương tôn nữ; ngay đến những người nghèo khổ và vô gia cư cũng quấn băng tay đen quanh quần áo của họ. Những cửa hàng đóng cửa 2 tuần, cũng như Tổng đài Hoàng gia, Tòa án, và các bến cảng. Ngay đến các sòng bạc cũng đóng cửa vào ngày tang lễ của bà, một dấu hiệu chứng tỏ sự tôn trọng. Theo The Times, "Chắc chắn là chúng tôi không có chút nào không hài lòng vì chuyến thăm của Thượng đế. Không có gì là nghịch đạo khi sự đau buồn đó là vì một tai họa." Lễ tang tổ chức rất công phu đến nỗi những nhà sản xuất ruy băng và các mặt hàng trang trí khác (không được đeo trong thời gian tang lễ) đã phải kiến nghị chính phủ rút ngắn thời gian tang lễ, nếu không họ sẽ bị phá sản. Có một sự kiện đã khiến cho nhà thơ Percy Bysshe Shelley, phải viết trong tác phẩm An Address to the People on the Death of the Princess Charlotte của mình, rằng việc xử tử ba người một ngày sau cái chết của công chúa vì âm mưu lật đổ chính quyền là một thảm kịch lớn.
Vương tử Nhiếp chính đau buồn đến mức ngã lăn xuống đất, và không thể đến dự tang lễ của con gái. Vương phi Caroline nghe được tin qua một người đưa thư, và ngất đi vì sốc. Sau khi gồi phục, bà nói "Anh quốc, cái đất nước tuyệt vời kia, đã lấy mất mọi thứ của tôi, đến cả đứa con gái yêu quý của tôi." Thậm chí đến Hoàng tử Orange cũng bật khóc khi biết được tin này, và vợ ông ra lệnh cho tất cả phụ nữ trong triều mặc đồ tang. Người bị ảnh hưởng lớn nhất là Công tử Leopold. Stockmar đã viết lúc vài năm sau, "Tháng 11 chứng kiến sự đổ nát của một gia đình hạnh phúc, phá hủy mọi niềm vui và hi vọng của hoàng tử Leopold. Ông không bao giờ có thể tìm lại được cảm giác hạnh phúc mà ông đã được hưởng trong cuộc hôn nhân ngắn ngủi." Cũng theo như Holme, "thiếu vắng Charlotte anh ấy dường như không hoàn thiện. Như thể là ông ấy đã đánh mất quả tim của mình."
Công tử Leopold viết cho Sir Thomas Lawrence rằng:
Cả hai thế hệ đã ra đi. Đi trong một khoảnh khắc! Tôi đau buồn, nhưng tôi cũng chia buồn với Hoàng tử Nhiếp chính. Charlotte của tôi đã ra đi khỏi đất nước này-nó đã mất cô ấy. Cô ấy rất tốt, là một người phụ nữ đáng ngưỡng mộ. Không ai có thể biết được Charlotte như tôi đã biết về cô ấy! Đó là sự nghiên cứu của tôi, nhiệm vụ của tôi, để biết về con người cô ấy, nhưng cũng là niềm vui của tôi!

Leopold đã không thành hôn lần nữa cho tới năm 1832, khi đã là vua của Bỉ, ông kết hôn với Louise Marie của Orléans, con gái Louis Philippe I, Quốc vương của người Pháp. Họ có với nhau 4 người con.
Vương tôn nữ được chôn cất, với người con trai bé bỏng đặt bên bàn chân bà, tại Nhà nguyện St. George, Windsor Castle, ngày 19 tháng 11 năm 1817. Một bức tượng đã được dựng lên, dưới sự quyên góp của quần chúng, tại ngôi mộ của bà. Không bao lâu sau, công chúng bắt đầu tìm những người chịu trách nhiệm cho những bi kịch này. Vương hậu và Vương tử Nhiếp chính bị đổ lỗi vì không có mặt trong thời khắc công chúa sinh nở, mặc dù Charlotte đã đặc biệt yêu cầu họ tránh xa mình. Mặc dù cuộc khám nghiệm thi thể không đưa ra kết luận gì, nhiều lời buộc tội vào Croft, nói ông chăm sóc Charlotte Augusta không tận tình. Vương tử Nhiếp chính từ chối đổ lỗi cho Croft; tuy nhiên, ba tháng sau cái chết của Charlotte và trong lúc đang đi với một phụ nữ trẻ, Croft chộp lấy khẩu súng và tự bắn chết mình. "Ba bi kịch của khoa sản"— cái chết của đứa trẻ, bà mẹ và người hộ sinh — dẫn đến nhiều thay đổi lớn trong việc đỡ đẻ, các bác sĩ sản khoa ủng hộ sự can thiệp vào những cơn đau đẻ kéo dài, bao gồm mở rộng việc sử dụng kẹp thai, đã thắng thế so với những người không ủng hộ.
Cái chết của Charlotte dẫn đến tình trạng là nhà vua không có bất kì một đứa cháu hợp pháp nào; trong khi người con trai nhỏ tuối nhất của ông cũng đã hơn 40. Báo chí lên tiếng kêu gọi các Vương tử chưa kết hôn nhanh chóng lập gia đình. Tin này đến tai hoàng tử thứ tư của nhà vua, Vương tử Edward, Công tước xứ Kent và Strathearn, tại nhà riêng của ông ta ở Brussels, nơi ông ta đang sống với tình nhân, Julie de St Laurent. Edward nhanh chóng bỏ rơi bà nhân tình và kết hôn với chị của Leopold là Victorie xứ Sachsen-Coburg-Saalfeld. Con gái duy nhất của họ, Vương tôn nữ Alexandrina Victoria xứ Kent, tương lai sẽ kế vị (năm 1837) trở thành Nữ vương của Vương quốc Liên hiệp Anh. Leopold, sau đó là Quốc vương của Bỉ, là cố vấn từ xa cho người cháu gái, và sắp đặt cuộc hôn nhân cho bà và cháu họ của ông, Công tử Albrecht xứ Sachsen-Coburg và Gotha.

## Tổ tiên
| \| \| \| \| \| \| \| \| \| \| \| \| \| \| \| \| \| \| \| \| 16. George II của Anh \| \| \| \| \| \| \| \| \| \| \| \| \| \| \| \| \| \| \| \| \| \| \| \| \| \| \| \| \| \| \| \| \| \| \| \| \| \| \| \| \| \| \| \| \| \| \| \| \| \| \| \| \| \| 8. Frederick của Đại Anh \| \| \| \| \| \| \| \| \| \| \| \| \| \| \| \| \| \| \| \| \| \| \| \| \| \| \| \| \| \| \| \| \| \| \| \| \| \| \| \| \| \| \| \| \| \| \| \| \| \| \| \| \| \| 17. Caroline xứ Brandenburg-Ansbach \| \| \| \| \| \| \| \| \| \| \| \| \| \| \| \| \| \| \| \| \| \| \| \| \| \| \| \| \| \| \| \| \| \| \| \| \| \| \| \| \| \| \| \| \| \| \| \| \| \| \| \| \| \| 4. George III của Anh \| \| \| \| \| \| \| \| \| \| \| \| \| \| \| \| \| \| \| \| \| \| \| \| \| \| \| \| \| \| \| \| \| \| \| \| \| \| \| \| \| \| \| \| \| \| \| \| \| \| \| \| \| \| 18. Friedrich II xứ Sachsen-Gotha-Altenburg \| \| \| \| \| \| \| \| \| \| \| \| \| \| \| \| \| \| \| \| \| \| \| \| \| \| \| \| \| \| \| \| \| \| \| \| \| \| \| \| \| \| \| \| \| \| \| \| \| \| \| \| \| \| 9. Augusta xứ Sachsen-Gotha-Altenburg \| \| \| \| \| \| \| \| \| \| \| \| \| \| \| \| \| \| \| \| \| \| \| \| \| \| \| \| \| \| \| \| \| \| \| \| \| \| \| \| \| \| \| \| \| \| \| \| \| \| \| \| \| \| 19. Magdalena Augusta xứ Anhalt-Zerbst \| \| \| \| \| \| \| \| \| \| \| \| \| \| \| \| \| \| \| \| \| \| \| \| \| \| \| \| \| \| \| \| \| \| \| \| \| \| \| \| \| \| \| \| \| \| \| \| \| \| \| \| \| \| 2. George IV của Anh \| \| \| \| \| \| \| \| \| \| \| \| \| \| \| \| \| \| \| \| \| \| \| \| \| \| \| \| \| \| \| \| \| \| \| \| \| \| \| \| \| \| \| \| \| \| \| \| \| \| \| \| \| \| 20. Adolf Friedrich II xứ Mecklenburg-Strelitz \| \| \| \| \| \| \| \| \| \| \| \| \| \| \| \| \| \| \| \| \| \| \| \| \| \| \| \| \| \| \| \| \| \| \| \| \| \| \| \| \| \| \| \| \| \| \| \| \| \| \| \| \| \| 10. Karl Ludwig Friedrich Mecklenburg-Strelitz \| \| \| \| \| \| \| \| \| \| \| \| \| \| \| \| \| \| \| \| \| \| \| \| \| \| \| \| \| \| \| \| \| \| \| \| \| \| \| \| \| \| \| \| \| \| \| \| \| \| \| \| \| \| 21. Christiane Emilie xứ Schwarzburg-Sondershausen \| \| \| \| \| \| \| \| \| \| \| \| \| \| \| \| \| \| \| \| \| \| \| \| \| \| \| \| \| \| \| \| \| \| \| \| \| \| \| \| \| \| \| \| \| \| \| \| \| \| \| \| \| \| 5. Charlotte xứ Mecklenburg-Strelitz \| \| \| \| \| \| \| \| \| \| \| \| \| \| \| \| \| \| \| \| \| \| \| \| \| \| \| \| \| \| \| \| \| \| \| \| \| \| \| \| \| \| \| \| \| \| \| \| \| \| \| \| \| \| 22. Ernst Friedrich I xứ Sachsen-Hildburghausen \| \| \| \| \| \| \| \| \| \| \| \| \| \| \| \| \| \| \| \| \| \| \| \| \| \| \| \| \| \| \| \| \| \| \| \| \| \| \| \| \| \| \| \| \| \| \| \| \| \| \| \| \| \| 11. Elizabeth Albertine xứ Sachsen-Hildburghausen \| \| \| \| \| \| \| \| \| \| \| \| \| \| \| \| \| \| \| \| \| \| \| \| \| \| \| \| \| \| \| \| \| \| \| \| \| \| \| \| \| \| \| \| \| \| \| \| \| \| \| \| \| \| 23. Nữ Bá tước Sophia Albertine của Erbach-Erbach \| \| \| \| \| \| \| \| \| \| \| \| \| \| \| \| \| \| \| \| \| \| \| \| \| \| \| \| \| \| \| \| \| \| \| \| \| \| \| \| \| \| \| \| \| \| \| \| \| \| \| \| \| \| 1. Charlotte Augusta của Liên hiệp Anh \| \| \| \| \| \| \| \| \| \| \| \| \| \| \| \| \| \| \| \| \| \| \| \| \| \| \| \| \| \| \| \| \| \| \| \| \| \| \| \| \| \| \| \| \| \| \| \| \| \| \| \| \| \| 24. Ferdinand Albert II, Công tước Brunswick-Lüneburg \| \| \| \| \| \| \| \| \| \| \| \| \| \| \| \| \| \| \| \| \| \| \| \| \| \| \| \| \| \| \| \| \| \| \| \| \| \| \| \| \| \| \| \| \| \| \| \| \| \| \| \| \| \| 12. Karl I xứ Braunschweig-Wolfenbüttel \| \| \| \| \| \| \| \| \| \| \| \| \| \| \| \| \| \| \| \| \| \| \| \| \| \| \| \| \| \| \| \| \| \| \| \| \| \| \| \| \| \| \| \| \| \| \| \| \| \| \| \| \| \| 25. Antoinette xứ Braunschweig-Wolfenbüttel \| \| \| \| \| \| \| \| \| \| \| \| \| \| \| \| \| \| \| \| \| \| \| \| \| \| \| \| \| \| \| \| \| \| \| \| \| \| \| \| \| \| \| \| \| \| \| \| \| \| \| \| \| \| 6. Karl Wilhelm Ferdinand của Braunschweig-Wolfenbuettel \| \| \| \| \| \| \| \| \| \| \| \| \| \| \| \| \| \| \| \| \| \| \| \| \| \| \| \| \| \| \| \| \| \| \| \| \| \| \| \| \| \| \| \| \| \| \| \| \| \| \| \| \| \| 26. Friedrich Wilhelm I của Phổ \| \| \| \| \| \| \| \| \| \| \| \| \| \| \| \| \| \| \| \| \| \| \| \| \| \| \| \| \| \| \| \| \| \| \| \| \| \| \| \| \| \| \| \| \| \| \| \| \| \| \| \| \| \| 13. Philippine Charlotte của Phổ \| \| \| \| \| \| \| \| \| \| \| \| \| \| \| \| \| \| \| \| \| \| \| \| \| \| \| \| \| \| \| \| \| \| \| \| \| \| \| \| \| \| \| \| \| \| \| \| \| \| \| \| \| \| 27. Sophia Dorothea của Đại Anh \| \| \| \| \| \| \| \| \| \| \| \| \| \| \| \| \| \| \| \| \| \| \| \| \| \| \| \| \| \| \| \| \| \| \| \| \| \| \| \| \| \| \| \| \| \| \| \| \| \| \| \| \| \| 3. Caroline của Braunschweig-Wolfenbüttel \| \| \| \| \| \| \| \| \| \| \| \| \| \| \| \| \| \| \| \| \| \| \| \| \| \| \| \| \| \| \| \| \| \| \| \| \| \| \| \| \| \| \| \| \| \| \| \| \| \| \| \| \| \| 28. George II của Anh (= 16) \| \| \| \| \| \| \| \| \| \| \| \| \| \| \| \| \| \| \| \| \| \| \| \| \| \| \| \| \| \| \| \| \| \| \| \| \| \| \| \| \| \| \| \| \| \| \| \| \| \| \| \| \| \| 14. Frederick của Đại Anh (= 8) \| \| \| \| \| \| \| \| \| \| \| \| \| \| \| \| \| \| \| \| \| \| \| \| \| \| \| \| \| \| \| \| \| \| \| \| \| \| \| \| \| \| \| \| \| \| \| \| \| \| \| \| \| \| 29. Caroline xứ Brandenburg-Ansbach (= 17) \| \| \| \| \| \| \| \| \| \| \| \| \| \| \| \| \| \| \| \| \| \| \| \| \| \| \| \| \| \| \| \| \| \| \| \| \| \| \| \| \| \| \| \| \| \| \| \| \| \| \| \| \| \| 7. Augusta của Đại Anh \| \| \| \| \| \| \| \| \| \| \| \| \| \| \| \| \| \| \| \| \| \| \| \| \| \| \| \| \| \| \| \| \| \| \| \| \| \| \| \| \| \| \| \| \| \| \| \| \| \| \| \| \| \| 30. Friedrich II xứ Sachsen-Gotha-Altenburg (= 18) \| \| \| \| \| \| \| \| \| \| \| \| \| \| \| \| \| \| \| \| \| \| \| \| \| \| \| \| \| \| \| \| \| \| \| \| \| \| \| \| \| \| \| \| \| \| \| \| \| \| \| \| \| \| 15. Augusta xứ Sachsen-Gotha-Altenburg (= 9) \| \| \| \| \| \| \| \| \| \| \| \| \| \| \| \| \| \| \| \| \| \| \| \| \| \| \| \| \| \| \| \| \| \| \| \| \| \| \| \| \| \| \| \| \| \| \| \| \| \| \| \| \| \| 31. Magdalena Augusta xứ Anhalt-Zerbst (= 19) \| \| \| \| \| \| \| \| \| \| \| \| \| \| \| \| \| \| \| \| \| \| \| \| \| \| \| \| \| \| \| \| \| \| \| \| \| \| \| \| \| \| \| \| \| \| \| \| \| \| \| \| |                                                          |  |  |  |  |  |  |  |  |  |  |  |  |  |  |  |
| |                                                          |  |  |  |  |  |  |  |  |  |  |  |  |  |  |  |
| | 16. George II của Anh                                    |  |  |  |  |  |  |  |  |  |  |  |  |  |  |  |
| |                                                          |  |  |  |  |  |  |  |  |  |  |  |  |  |  |  |
| |                                                          |  |  |  |  |  |  |  |  |  |  |  |  |  |  |  |
| | 8. Frederick của Đại Anh                                 |  |  |  |  |  |  |  |  |  |  |  |  |  |  |  |
| |                                                          |  |  |  |  |  |  |  |  |  |  |  |  |  |  |  |
| |                                                          |  |  |  |  |  |  |  |  |  |  |  |  |  |  |  |
| | 17. Caroline xứ Brandenburg-Ansbach                      |  |  |  |  |  |  |  |  |  |  |  |  |  |  |  |
| |                                                          |  |  |  |  |  |  |  |  |  |  |  |  |  |  |  |
| |                                                          |  |  |  |  |  |  |  |  |  |  |  |  |  |  |  |
| | 4. George III của Anh                                    |  |  |  |  |  |  |  |  |  |  |  |  |  |  |  |
| |                                                          |  |  |  |  |  |  |  |  |  |  |  |  |  |  |  |
| |                                                          |  |  |  |  |  |  |  |  |  |  |  |  |  |  |  |
| | 18. Friedrich II xứ Sachsen-Gotha-Altenburg              |  |  |  |  |  |  |  |  |  |  |  |  |  |  |  |
| |                                                          |  |  |  |  |  |  |  |  |  |  |  |  |  |  |  |
| |                                                          |  |  |  |  |  |  |  |  |  |  |  |  |  |  |  |
| | 9. Augusta xứ Sachsen-Gotha-Altenburg                    |  |  |  |  |  |  |  |  |  |  |  |  |  |  |  |
| |                                                          |  |  |  |  |  |  |  |  |  |  |  |  |  |  |  |
| |                                                          |  |  |  |  |  |  |  |  |  |  |  |  |  |  |  |
| | 19. Magdalena Augusta xứ Anhalt-Zerbst                   |  |  |  |  |  |  |  |  |  |  |  |  |  |  |  |
| |                                                          |  |  |  |  |  |  |  |  |  |  |  |  |  |  |  |
| |                                                          |  |  |  |  |  |  |  |  |  |  |  |  |  |  |  |
| | 2. George IV của Anh                                     |  |  |  |  |  |  |  |  |  |  |  |  |  |  |  |
| |                                                          |  |  |  |  |  |  |  |  |  |  |  |  |  |  |  |
| |                                                          |  |  |  |  |  |  |  |  |  |  |  |  |  |  |  |
| | 20. Adolf Friedrich II xứ Mecklenburg-Strelitz           |  |  |  |  |  |  |  |  |  |  |  |  |  |  |  |
| |                                                          |  |  |  |  |  |  |  |  |  |  |  |  |  |  |  |
| |                                                          |  |  |  |  |  |  |  |  |  |  |  |  |  |  |  |
| | 10. Karl Ludwig Friedrich Mecklenburg-Strelitz           |  |  |  |  |  |  |  |  |  |  |  |  |  |  |  |
| |                                                          |  |  |  |  |  |  |  |  |  |  |  |  |  |  |  |
| |                                                          |  |  |  |  |  |  |  |  |  |  |  |  |  |  |  |
| | 21. Christiane Emilie xứ Schwarzburg-Sondershausen       |  |  |  |  |  |  |  |  |  |  |  |  |  |  |  |
| |                                                          |  |  |  |  |  |  |  |  |  |  |  |  |  |  |  |
| |                                                          |  |  |  |  |  |  |  |  |  |  |  |  |  |  |  |
| | 5. Charlotte xứ Mecklenburg-Strelitz                     |  |  |  |  |  |  |  |  |  |  |  |  |  |  |  |
| |                                                          |  |  |  |  |  |  |  |  |  |  |  |  |  |  |  |
| |                                                          |  |  |  |  |  |  |  |  |  |  |  |  |  |  |  |
| | 22. Ernst Friedrich I xứ Sachsen-Hildburghausen          |  |  |  |  |  |  |  |  |  |  |  |  |  |  |  |
| |                                                          |  |  |  |  |  |  |  |  |  |  |  |  |  |  |  |
| |                                                          |  |  |  |  |  |  |  |  |  |  |  |  |  |  |  |
| | 11. Elizabeth Albertine xứ Sachsen-Hildburghausen        |  |  |  |  |  |  |  |  |  |  |  |  |  |  |  |
| |                                                          |  |  |  |  |  |  |  |  |  |  |  |  |  |  |  |
| |                                                          |  |  |  |  |  |  |  |  |  |  |  |  |  |  |  |
| | 23. Nữ Bá tước Sophia Albertine của Erbach-Erbach        |  |  |  |  |  |  |  |  |  |  |  |  |  |  |  |
| |                                                          |  |  |  |  |  |  |  |  |  |  |  |  |  |  |  |
| |                                                          |  |  |  |  |  |  |  |  |  |  |  |  |  |  |  |
| | 1. Charlotte Augusta của Liên hiệp Anh                   |  |  |  |  |  |  |  |  |  |  |  |  |  |  |  |
| |                                                          |  |  |  |  |  |  |  |  |  |  |  |  |  |  |  |
| |                                                          |  |  |  |  |  |  |  |  |  |  |  |  |  |  |  |
| | 24. Ferdinand Albert II, Công tước Brunswick-Lüneburg    |  |  |  |  |  |  |  |  |  |  |  |  |  |  |  |
| |                                                          |  |  |  |  |  |  |  |  |  |  |  |  |  |  |  |
| |                                                          |  |  |  |  |  |  |  |  |  |  |  |  |  |  |  |
| | 12. Karl I xứ Braunschweig-Wolfenbüttel                  |  |  |  |  |  |  |  |  |  |  |  |  |  |  |  |
| |                                                          |  |  |  |  |  |  |  |  |  |  |  |  |  |  |  |
| |                                                          |  |  |  |  |  |  |  |  |  |  |  |  |  |  |  |
| | 25. Antoinette xứ Braunschweig-Wolfenbüttel              |  |  |  |  |  |  |  |  |  |  |  |  |  |  |  |
| |                                                          |  |  |  |  |  |  |  |  |  |  |  |  |  |  |  |
| |                                                          |  |  |  |  |  |  |  |  |  |  |  |  |  |  |  |
| | 6. Karl Wilhelm Ferdinand của Braunschweig-Wolfenbuettel |  |  |  |  |  |  |  |  |  |  |  |  |  |  |  |
| |                                                          |  |  |  |  |  |  |  |  |  |  |  |  |  |  |  |
| |                                                          |  |  |  |  |  |  |  |  |  |  |  |  |  |  |  |
| | 26. Friedrich Wilhelm I của Phổ                          |  |  |  |  |  |  |  |  |  |  |  |  |  |  |  |
| |                                                          |  |  |  |  |  |  |  |  |  |  |  |  |  |  |  |
| |                                                          |  |  |  |  |  |  |  |  |  |  |  |  |  |  |  |
| | 13. Philippine Charlotte của Phổ                         |  |  |  |  |  |  |  |  |  |  |  |  |  |  |  |
| |                                                          |  |  |  |  |  |  |  |  |  |  |  |  |  |  |  |
| |                                                          |  |  |  |  |  |  |  |  |  |  |  |  |  |  |  |
| | 27. Sophia Dorothea của Đại Anh                          |  |  |  |  |  |  |  |  |  |  |  |  |  |  |  |
| |                                                          |  |  |  |  |  |  |  |  |  |  |  |  |  |  |  |
| |                                                          |  |  |  |  |  |  |  |  |  |  |  |  |  |  |  |
| | 3. Caroline của Braunschweig-Wolfenbüttel                |  |  |  |  |  |  |  |  |  |  |  |  |  |  |  |
| |                                                          |  |  |  |  |  |  |  |  |  |  |  |  |  |  |  |
| |                                                          |  |  |  |  |  |  |  |  |  |  |  |  |  |  |  |
| | 28. George II của Anh (= 16)                             |  |  |  |  |  |  |  |  |  |  |  |  |  |  |  |
| |                                                          |  |  |  |  |  |  |  |  |  |  |  |  |  |  |  |
| |                                                          |  |  |  |  |  |  |  |  |  |  |  |  |  |  |  |
| | 14. Frederick của Đại Anh (= 8)                          |  |  |  |  |  |  |  |  |  |  |  |  |  |  |  |
| |                                                          |  |  |  |  |  |  |  |  |  |  |  |  |  |  |  |
| |                                                          |  |  |  |  |  |  |  |  |  |  |  |  |  |  |  |
| | 29. Caroline xứ Brandenburg-Ansbach (= 17)               |  |  |  |  |  |  |  |  |  |  |  |  |  |  |  |
| |                                                          |  |  |  |  |  |  |  |  |  |  |  |  |  |  |  |
| |                                                          |  |  |  |  |  |  |  |  |  |  |  |  |  |  |  |
| | 7. Augusta của Đại Anh                                   |  |  |  |  |  |  |  |  |  |  |  |  |  |  |  |
| |                                                          |  |  |  |  |  |  |  |  |  |  |  |  |  |  |  |
| |                                                          |  |  |  |  |  |  |  |  |  |  |  |  |  |  |  |
| | 30. Friedrich II xứ Sachsen-Gotha-Altenburg (= 18)       |  |  |  |  |  |  |  |  |  |  |  |  |  |  |  |
| |                                                          |  |  |  |  |  |  |  |  |  |  |  |  |  |  |  |
| |                                                          |  |  |  |  |  |  |  |  |  |  |  |  |  |  |  |
| | 15. Augusta xứ Sachsen-Gotha-Altenburg (= 9)             |  |  |  |  |  |  |  |  |  |  |  |  |  |  |  |
| |                                                          |  |  |  |  |  |  |  |  |  |  |  |  |  |  |  |
| |                                                          |  |  |  |  |  |  |  |  |  |  |  |  |  |  |  |
| | 31. Magdalena Augusta xứ Anhalt-Zerbst (= 19)            |  |  |  |  |  |  |  |  |  |  |  |  |  |  |  |
| |                                                          |  |  |  |  |  |  |  |  |  |  |  |  |  |  |  |
| |                                                          |  |  |  |  |  |  |  |  |  |  |  |  |  |  |  |